# خوزه سریزولا
خوزه سریزولا (انگلیسی: José Serrizuela؛ زادهٔ ۱۰ ژوئن ۱۹۶۲) بازیکن فوتبال اهل آرژانتین است.
از باشگاه‌هایی که در آن بازی کرده‌است می‌توان به باشگاه فوتبال ریور پلاته، باشگاه فوتبال کروز آزول، باشگاه فوتبال لانوس، باشگاه اتلتیکو ایندپندینته، باشگاه فوتبال روساریو سنترال، باشگاه فوتبال راسینگ کلوب آویاندا، و باشگاه فوتبال اتلتیکو هوراکان اشاره کرد.
وی همچنین در تیم ملی فوتبال آرژانتین بازی کرده‌است.